# Carção
Carção ist eine Gemeinde (Freguesia) im portugiesischen Kreis Vimioso. In ihr leben 388 Einwohner (Stand 19. April 2021).